# Sint-Odulphuskerk (Assendelft)
De Sint-Odulphuskerk is een rooms-katholieke kerk aan de Dorpsstraat 572 in Assendelft.
De eerste Sint-Odulpuskerk in Assendelft werd rond 1410 gebouwd, maar ging tijdens de reformatie in 1582 over naar de protestanten. De katholieken van Assendelft maakten in de eeuwen daarna gebruik van schuilkerken, tot in 1853 een nieuwe kerk werd gebouwd. Deze waterstaatskerk bleek echter al na enkele decennia te klein en bouwvallig, waardoor in 1883 werd besloten een nieuwe kerk te bouwen.
Architect Adrianus Bleijs ontwierp een driebeukige kruiskerk in neoromaanse stijl, met een grote klokkentoren met naaldspits op de noordoostelijke hoek.
De kerk wordt tot op heden gebruikt door de parochie Sint-Odulphus. Het gebouw is een rijksmonument.

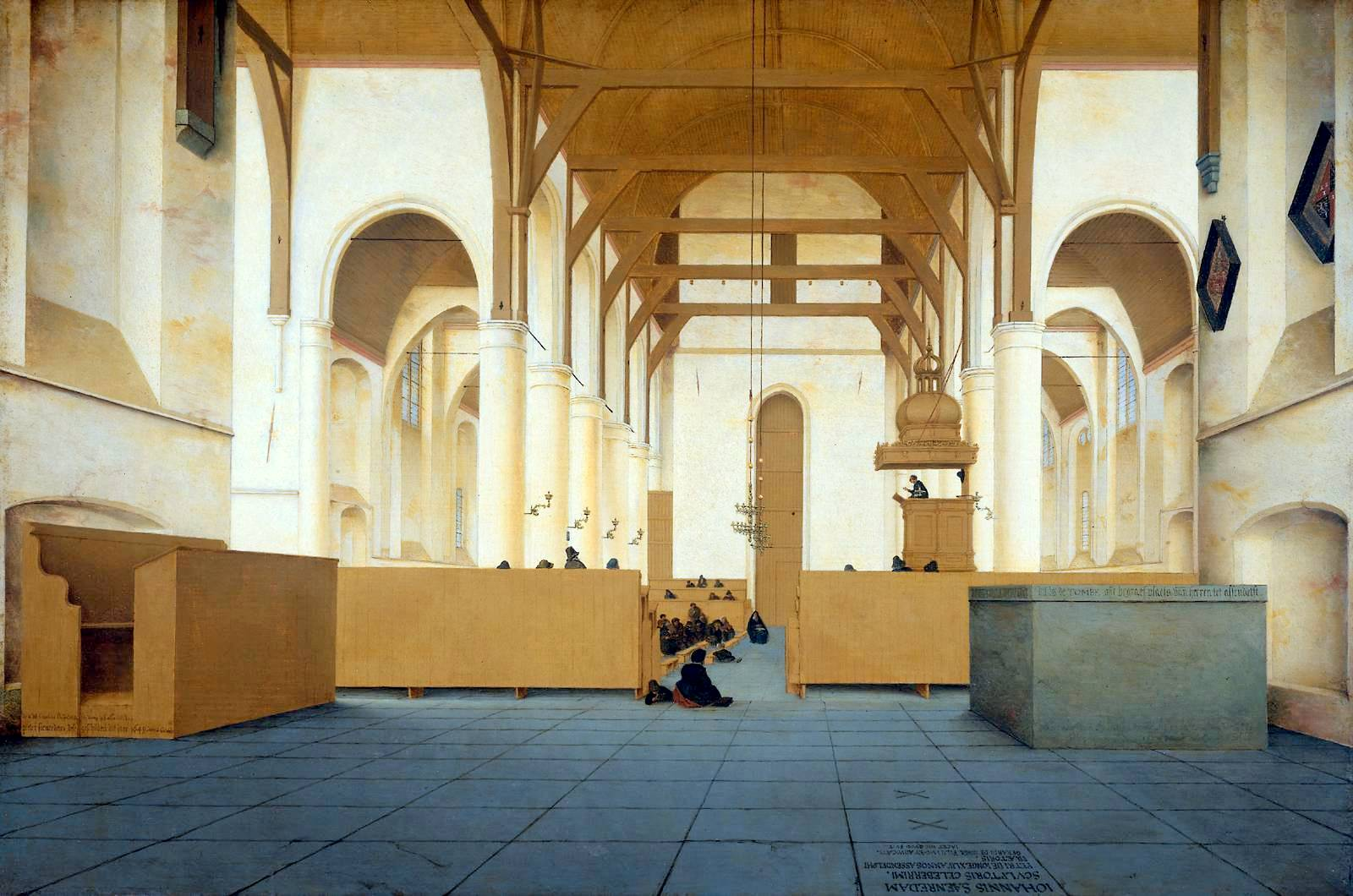
Interieur van de (eerste) Sint-Odulphuskerk, Assendelft. Pieter Saenredam, 1649, olieverf op paneel, Rijksmuseum Amsterdam.